# Miguel Frau Rovira
Miguel Frau Rovira (n. Palma de Mallorca; 1959) es un periodista español, incorporado a la agencia de noticias española EFE, siendo el decano de los periodistas en el sudeste asiático.

## Biografía
Frau Rovira comenzó a trabajar en la agencia EFE al principio de los años 1990 con destino en Tailandia como colaborador. Con el tiempo asumió mayores responsabilidades hasta cubrir la representación del área de EFE del eje Australia-Sudeste Asiático, pasando por el archipiélago filipino y la zona continental asiática desde Vietnam, Laos, Camboya, Malasia, Indonesia, Birmania y Tailandia, además de haber cubierto otros puntos de Asia, como la guerra de Afganistán (2001), la guerra de Irak o Pakistán durante el terremoto de Cachemira (2005). Fue testigo de la crisis de Timor Oriental (1999), el derrocamiento del general Suharto (2000), la catástrofe causada por el terremoto y tsunami del océano Índico (2004) y el  golpe de Estado en Tailandia (2006) que depuso a Thaksin Shinawatra. En 2009, fue finalista del Premio Cirilo Rodríguez de periodismo en su XXV edición, que finalmente ganó el periodista de La Vanguardia, Joaquim Ibarz, y el mismo año fue galardonado con el Premio Casa Asia, junto con el compositor, Peter Sculthorpe, en reconocimiento a su trayectoria profesional y en su condición de decano y delegado para la zona del Sudeste Asiático de la Agencia EFE, a la que el premio reconoció la «extensa trayectoria profesional, vocación de servicio y labor de información que vienen desarrollando sus corresponsales en la región de Asia Pacífico desde 1963».
En 1999 recibió el Premio Ortega y Gasset de Periodismo por su reportaje Yo vi a Pol Pot muerto sobre la muerte del máximo dirigente de la guerrilla Jemer Rojo, Pol Pot, una exclusiva mundial transmitida desde una base rebelde situada en la jungla del noroeste de Camboya.